# Білинська ГЕС
Білинська ГЕС — діюча мала дереваційна гідроелектростанція в Закарпатській області, перша з новозбудованих малих ГЕС у Карпатах. Розташована на потічку Ільмин, притоці Чорної Тиси, біля села Білин Рахівського району.

## Опис
Кошторисна вартість проєкту Білинська ГЕС, який розробляли харківські фахівці, становила 262 тисячі доларів США. Білинська ГЕС стала до ладу в травні 2006 року.
Перепад висоти між нижнім і верхнім б'єфами становить 100 м. Вода з потоку Ільмин, притока річки Чорна Тиса, відводиться 3-х кілометровою трубою діаметром 0,8 м на турбіну через металеві ґрати в річищі.
На ГЕС встановлено людино-машинна взаємодія за допомогою, якого оператор може керувати, а також корегувати роботу гідроелектростанції. Робота гідроелектростанції запрограмована на програмованому логічному контролері, станція працює в повністю автономному режимі, також передбачено ручний режим роботи.

## Екологія
Основні екологічні проблеми: 
- істотна шкода екосистемі гірської річки[7];
- надмірний забір води;
- падіння рівня ґрунтових вод та висихання колодязів в селі Білин.